# ヒラリー・スワンク IN レッド・ダスト
『ヒラリー・スワンク IN レッド・ダスト』（原題：Red Dust）は、2004年制作のイギリス映画。トム・フーパー監督作品。
アパルトヘイト廃止後の南アフリカの真実和解委員会の聴聞会を題材とした映画。
2005年のインド国際映画祭にて特別審査員賞を受賞した。
ヒラリー・スワンクがプロデューサーに直々出演依頼をし、スタッフ・キャスト共に実力派が揃った作品であるが、劇場公開されたのはオランダのみであり、大半の国ではDVDのみの公開となっている。

## あらすじ
アパルトヘイト廃止後の南アフリカでは、真実和解委員会の聴聞会で全ての罪を告白することで犯罪者が恩赦を受けていた。ある時弁護士のサラは、元警官の恩赦申請に異議を申し立てた元アフリカ民族会議の黒人政治家・アレックスを助けることになる。

## キャスト
- ヒラリー・スワンク：サラ
- キウェテル・イジョフォー：アレックス
- マリウス・メイヤーズ
- イアン・ロバーツ